# Réserve naturelle de Tocchi
La Réserve naturelle de Tocchi (en italien : Riserva naturale Tocchi) est une zone naturelle protégée située dans la zone du hameau de Tocchi (it) dans la commune de Monticiano, dans  la province de Sienne en Toscane,.

## Faune
La faune locale comprend des daims, des chevreuils, des sangliers, des chats sauvages, des belettes, des fouines, des musaraignes, porcs-épics, lièvres , loutres, martres, putois, hérissons, écureuils, blaireaux, mulots, renards et diverses espèces d'oiseaux, telles que le merle noir, le rouge-gorge familier, le héron, la fauvette à tête noire, le chardonneret élégant, la mésange élégante, le coucou, le faucon de campagnoli, le hibou moyen-duc, la tourterelle, rossignol, etc.
Dans certaines rivières, on trouve également le triton alpestre (Ichthyosaura alpestris) et l'écrevisse à pattes blanches.

## Flore
Le maquis méditerranéen caractéristique prédomine : 80 % de la végétation environnante est constituée de plantes à feuilles persistantes, principalement des châtaigniers, des chênes, des chênes-lièges, des chênes verts et des genêts, mais aussi l'arbousier, la bruyère arborescente, Le myrte, le genévrier, etc. ; d'autres plantes présentes dans une mesure significative sont le chêne de Turquie, le charme blanc et noir, le cornouiller, le néflier, etc.
Certaines plantes ont également une fonction comestible : par exemple, il est possible de cueillir des asperges sauvages (Asparagus acutifolius), des fraises, des mûres, des arbousiers, des baies de genévrier, des châtaignes et des champignons comestibles.